# Вулф, Томас
То́мас Кле́йтон Вулф (англ. Thomas Clayton Wolfe, 3 октября 1900 года, Ашвилл, Северная Каролина, США — 15 сентября 1938 года, Балтимор, Мэриленд) — американский писатель, прозаик, эссеист, драматург, представитель так называемого «потерянного поколения».

## Биография

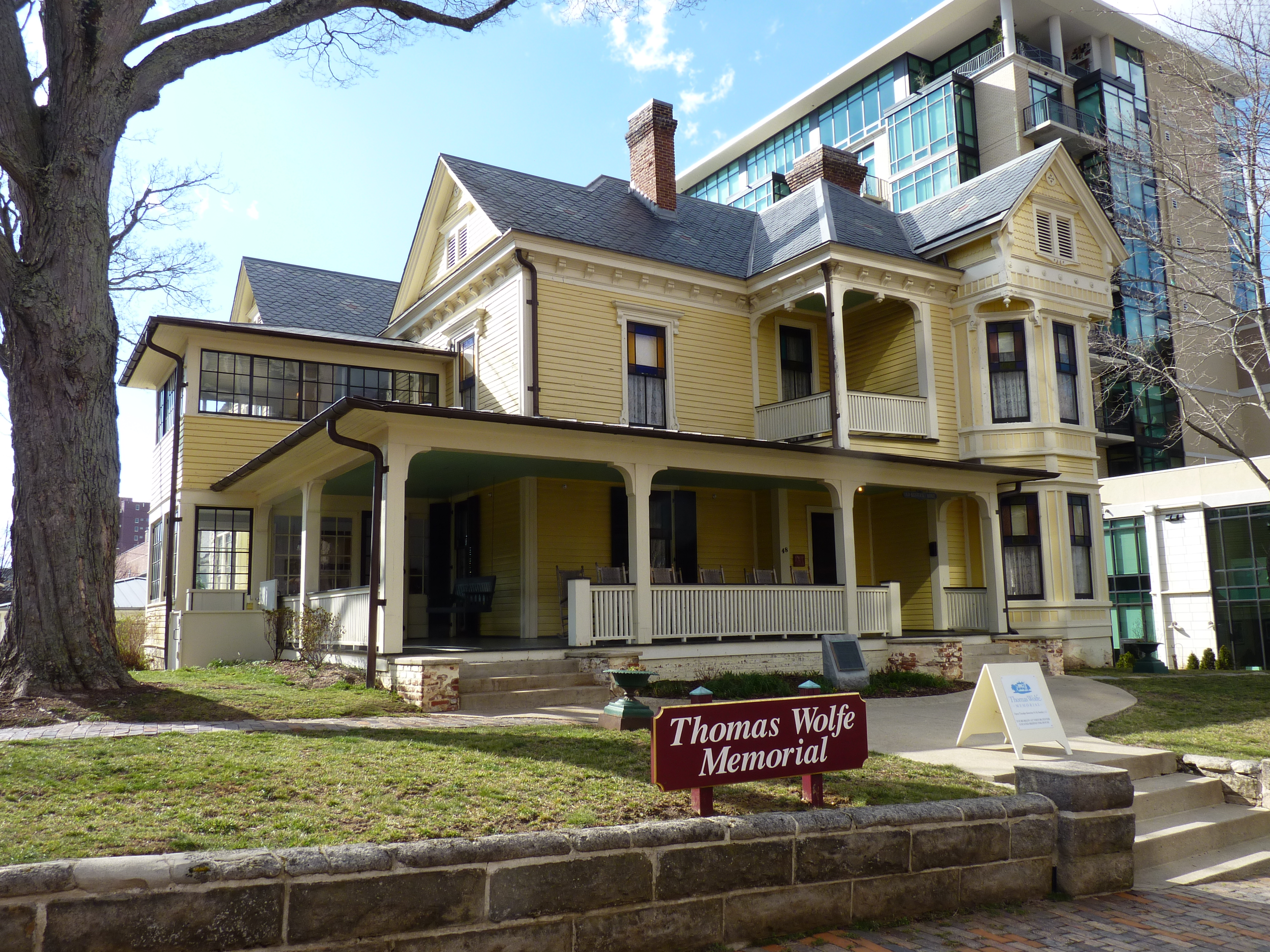
Дом Томаса Вулфа.
Ашвилл, Спрус-стрит, 48

Вулф родился 3 октября 1900 года на Вудфин-Стрит, 92, в городе Ашвилл (Северная Каролина). Он был младшим из 8 детей Уильяма Оливера Вулфа (William Oliver Wolfe; 1851—1922) и Джулии Элизабет Уэстолл (Julia Elizabeth Westall; 1860—1945).
Отец Томаса, успешный резчик по камню, владел фирмой по производству могильных плит. Мать принимала активное участие в семейном бизнесе. В 1904 году она открыла пансионат в Сент-Луисе, во время проведения Всемирной выставки.
В 1906 году Джулия Вулф приобрела пансион «Old Kentucky Home» на Спрус-стрит, 48, в Ашвилле и поселилась там с младшим сыном, в то время как остальные члены семьи остались в доме на Вудфин-Стрит. Вулф жил в пансионате на Спрус-стрит, пока не поступил в колледж в 1916 году. Теперь это дом-музей Томаса Вулфа. Вулф был привязан к своему брату Бену, ранняя смерть которого в 26 лет запечатлена в романе «Взгляни на дом свой, ангел».
В 15 лет Вулф поступил в Университет Северной Каролины в Чапел-Хилл, был членом Общества диалектики и братства «Пи-каппа-фи». В 1919 году Вулф поступил на курс драматургии. Во время учёбы являлся редактором студенческой газеты университета «The Daily Tar Heel». Окончил университет со степенью бакалавра искусств в июне 1920 года. В сентябре того же года поступил в Высшую школу искусств и наук Гарвардского университета, где учился драматургии под руководством Джорджа Пирса Бэйкера. Две версии пьесы Вулфа «Горы» (англ. The Mountains) поставлены в студии «47 Workshop» Бэйкера в 1921 году. В 1922 году Вулф окончил Гарвардский университет со степенью магистра. Ещё год он продолжал обучение в студии «47 Workshop», которая осуществила постановку его пьесы «Добро пожаловать в наш город» (англ. Welcome to Our City) в 1923 году.
В феврале 1924 года Томас Вулф начал преподавание английского языка в должности профессора Нью-Йоркского университета, которую занимал периодически на протяжении 7 лет.
Получив известность как писатель, Вулф проводил много времени в Европе. Он был особенно популярен в Германии, где чувствовал себя весьма комфортно и завёл множество друзей. Тем не менее в 1936 году он стал свидетелем нескольких проявлений дискриминации по отношению к евреям, что вызвало его возмущение и изменило его взгляды на политическое развитие Германии.
Вулф вернулся в США и издал рассказ под названием «Я должен вам кое-что рассказать» (англ. I Have a Thing to Tell You) в журнале The New Republic. После этой публикации книги Томаса Вулфа подверглись запрету со стороны германского правительства, а самому писателю было запрещено пребывание в Германии. Летом 1937 года, впервые после публикации его первой книги, он вернулся в Ашвилл.
В 1938 году Вулф отправился в поездку на Запад США. Во время посещения Сиэтла он получил воспаление лёгких и провёл в больнице три недели. Однако самочувствие Вулфа не улучшалось, и, в конце концов, врачи поставили диагноз: милиарный туберкулёз мозга. 6 сентября 1938 года его направили в Госпиталь Джонса Хопкинса в Балтиморе, но экстренная операция выявила, что болезнь поразила практически всё правое полушарие мозга. Не приходя в сознание, Томас Вулф умер 15 сентября 1938 года. Похоронен в Ашвилле. Томас Вульф не дожил до своего 38-летия всего 18 дней.

## Творчество
Два первых романа Вулфа, непомерных по объёму и напряжённости эпического стиля, — «Взгляни на дом свой, ангел» и «О времени и о реке» (название дано издателем) — прошли жестокую правку Максвелла Перкинса, опытного редактора, работавшего ранее с Хемингуэем и Скоттом Фицджеральдом.
Вулф говорил своему другу писателю Роберту Рейнольдсу о работе с Перкинсом по редактированию романа: «Похоже, я уже не могу сказать, что из этого моё». Их совместная корректура текста получила известность в литературных кругах. Критик Джон Чемберлен в своей «Книге всех времён» иронически заметил о проводимой ими работе по сокращению текста в романе Вулфа «О времени и о реке»:
Поговаривают, что мистер Перкинс и Томас Вулф три дня почти врукопашную сражались, прикладывая все усилия, за фразу, которую нужно было обрезать. И что грузовики у всех на глазах привозят рукописи Вулфа прямо к дверям Scribners.
После смерти были опубликованы ещё два романа — «Паутина и скала» и «Домой возврата нет». Они поставили Вулфа в первый ряд американских прозаиков XX века. Фолкнер признавал его крупнейшим писателем своего поколения. По мнению Фицджеральда: «У него острый, всеохватывающий ум, он умеет блеснуть, наделён настоящим и сильным чувством, хотя очень часто делается сентиментален и утрачивает точность ощущения».

### Проза и драматургия
1. Взгляни на дом свой, ангел[англ.] / англ. Look Homeward, Angel (1929)
2. О времени и о реке[англ.] / англ. Of Time and the River (1935)
3. От смерти до утра / англ. From Death to Morning (1935)
4. Паутина и скала[англ.] / англ. The Web and the Rock (1939)
5. Домой возврата нет[англ.] / англ. You Can’t Go Home Again (1940)
6. The Hills Beyond (1941)
7. The Mountains: A Play in One Act; The Mountains: A Drama in Three Acts and a Prologue (1970)
8. Welcome to our City: A Play in Ten Scenes (1983)
9. Mannerhouse: A Play in a Prologue and Four Acts (1985)

### Другие сочинения
- The letters of Thomas Wolfe/ Ed. by Elizabeth Nowell. New York: Scribner, 1956
- The notebooks of Thomas Wolfe/ Ed. by R.S.Kennedy, P.Reeves. Chapel Hill, University of North Carolina Press [1970]
- The complete short stories. New York: Scribner, 1987
- The sons of Maxwell Perkins: letters of F. Scott Fitzgerald, Ernest Hemingway, Thomas Wolfe, and their editor/ Ed. by Matthew Joseph Bruccoli, Judith Baughman. Columbia: University of South Carolina Press, 2004

### Публикации на русском языке

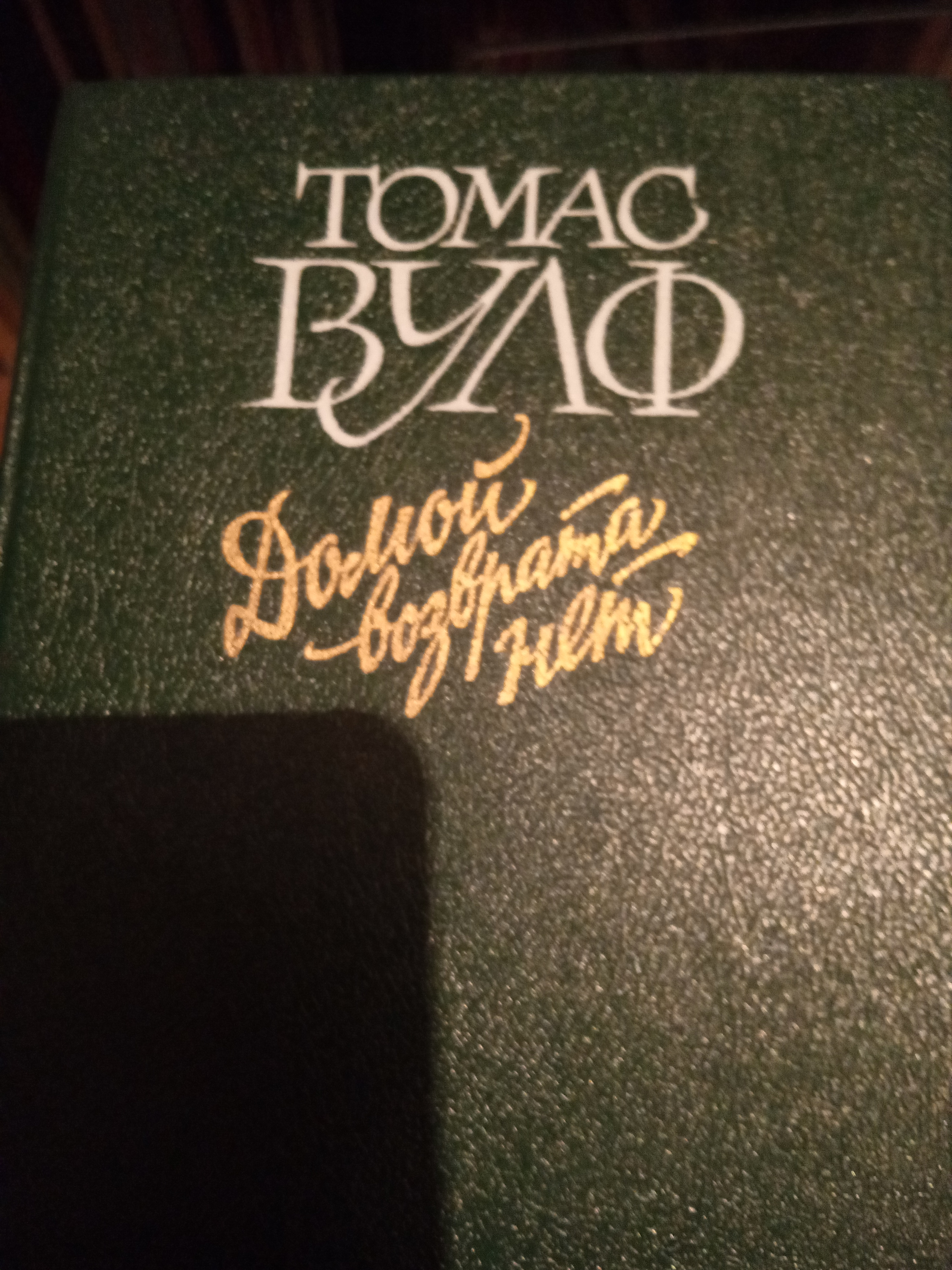
Обложка советского издания книги «Домой возврата нет». Москва, издательство Правда, 1990 год, перевод с английского

- Взгляни на дом свой, ангел: История погребенной жизни / Пер. И. Гуровой, Т. Ивановой; Предисл. И. Левидовой. — М.: Художественная литература, 1971.
- Паутина земли; Смерть — гордая сестра / Пер. В. Голышева; Послесл. Д. Урнова // Иностранная литература, 1971, № 7, с. 151—221.
- Портрет Баскома Хока: повесть; Рассказы / Сост. и предисл. М. Ландора. — М.: Известия, 1987.
- Домой возврата нет/ Пер. Н. Галь, Р. Облонской. — М.: Художественная литература, 1982.
- История одного романа / Пер. Н. Анатасьева; Писатели США о литературе. — Т. 2. — М.: Прогресс, 1982. — с. 94-124.
- Жажда творчества: Художественная публицистика/ Сост., авт. предисл. и коммент. В. М. Толмачев. — М.: Прогресс, 1989.
- Домой возврата нет, т.т. 1-2 / перевод Норы Галь и Р. Облонской. — М.: «Терра»-«Терра», Библиотека литературы США, 1997. — ISBN 5-300-01532-6
- Паутина и скала / Пер. Д. Вознякевич. — М: Остожье, 2000.
- О времени и о реке: главы из романа / Пер. В. Бабкова // Иностранная литература, 2004, № 7.
- Домой возврата нет. — М: Эксмо, 2007. — ISBN 978-5-699-22851-5
- Взгляни на дом свой, ангел. — М: Эксмо, 2008. — ISBN 978-5-699-25783-6
- Вулф Томас Клейтон. Собрание сочинений в 5 томах. В 6 книгах. М.: Книжный Клуб Книговек, 2016.

1. Вулф Т. Собр. соч. в 5 т. Т. 1: Взгляни на дом свой, ангел: История погребенной жизни: Роман / Пер. с англ. И. Гуровой (главы I—XXIV), А. Веркина (главы XXV—XL); Вступ. ст. — М.: Книжный Клуб Книговек, 2015. — 736 с.
2. Вулф Т. Собр. соч. в 5 т. Т. 2 (1): О времени и реке: Легенда о голоде, снедающем человека в юности: Роман (начало) / Пер. с англ. А. Веркина. — М.: Книжный Клуб Книговек, 2016. — 608 с.
3. Вулф Т. Собр. соч. в 5 т. Т. 2 (2): О времени и реке: Легенда о голоде, снедающем человека в юности: Роман (окончание) / Пер. с англ. А. Веркина. — М.: Книжный Клуб Книговек, 2016. — 608 с.
4. Вулф Т. Собр. соч. в 5 т. Т. 3: Паутина и скала: Роман / Пер. с англ. Д. Вознякевича. — М.: Книжный Клуб Книговек, 2015. — 736 с.
5. Вулф Т. Собр. соч. в 5 т. Т. 4: Домой возврата нет: Роман / Пер. с англ. Н. Галь, Р. Облонской. — М.: Книжный Клуб Книговек, 2015. — 704 с.
6. Вулф Т. Собр. соч. в 5 т. Т. 5: Повести и рассказы / Пер. с англ. — М.: Книжный Клуб Книговек, 2016. — 496 с.

## В культуре
В 1970-е годы основано Общество Томаса Вулфа, которое занимается изучением творчества и публикациями трудов, писем писателя.